# Gråryggig knottfågel
Gråryggig knottfågel (Conopophaga peruviana) är en fågel i familjen knottfåglar inom ordningen tättingar.

## Utbredning och systematik
Fågeln förekommer från östra Ecuador till östra Peru, norra Bolivia och västra Amazonområdet i Brasilien. Den behandlas som monotypisk, det vill säga att den inte delas in i några underarter.

## Status
IUCN kategoriserar arten som livskraftig.